# Polymerizace s vratnou deaktivací
Polymerizace s vratnou deaktivací je polymerizační reakce, při které jsou některé propagující částice neaktivní a v rovnováze s aktivními.
Příkladem může být aniontová polymerizace s vratnou deaktivací, druh polymerizace s přenosem řetězce, používané u alkylmethakrylátů, kde je iniciátorem a neaktivním stavem silylketenacetal.
Při radikálových polymerizacích s vratnou deaktivací je většina řetězců neaktivních; nízká koncentrace aktivních řetězců výrazně omezuje přenosy řetězců.
I přes řadu podobností nejde o živou polymerizaci, protože není zcela zamezeno terminacím a nevratným přenosům řetězce.